# الجمعية البريطانية للمصورين السينمائيين

الجمعية البريطانية للمصورين

الجمعية البريطانية للمصورين السينمائيين (بالإنجليزية: British Society of Cinematographers، تُختصر إلى BSC)‏ أسسها بيرت إيسي (23 أغسطس 1901 - 28 فبراير 1973 م) في عام 1949م، وهو رئيس أقسام الكاميرا في استديو دنهام وباينوود، لتمثيل المصورين السينمائيين البريطانيين في صناعة السينما البريطانية.

## الأهداف المعلنة في تشكيل BSC
تعزيز وتشجيع السعي لتحقيق أعلى المعايير في حرفة التصوير الضوئي السينمائي.
تعزيز التطبيقات من الآخرين بأعلى المعايير في حرفة التصوير الفوتوغرافي السينمائي، وتشجيع العمل الأصلي والمتميز.
التعاون مع كل من ترتبط أهدافه واهتماماته كليًا أو جزئيًا بأهداف واهتمامات المجتمع.
توفير تسهيلات للتواصل الاجتماعي بين الأعضاء وترتيب المحاضرات والمناقشات والاجتماعات المحسوبة لتعزيز أهداف المجتمع.
كان هناك في الأصل 55 عضوا. يوجد حاليًا 230 عضوًا كاملاً، وفخريًا، ومنتسبًا، وراعيًا. بالنسبة لمصور سينمائي بريطاني، فإن عضوية BSC هي تأكيد على المستوى العالي لمهنتهم. يحق لأعضاء الجمعية البريطانية للمصورين السينمائيين استخدام BSC كعناصر ما بعد الاسمية في اعتمادات الأفلام والتلفزيون.

## فئات الجائزة
للأفلام: أفضل تصوير في فيلم روائي طويل.
التلفاز: جائزة أفضل تصوير سينمائي في الدراما التليفزيونية.
إنجازات مدى الحياة: جائزة الإنجاز مدى الحياة.

## وصلات خارجية
- الموقع الرسمي